# Кадиров Хас-Магомед Шахмомедович
Хас-Магомед Шахмомедович Кадиров (нар. 12 січня 1991, Грозний, Чечено-Інгушська АРСР, Російська РФСР, СРСР) — російський політичний діяч. Мер Грозного з 29 березня 2021 року (в. о. 2-29 березня 2021).
Начальник УМВС Росії по місту Грозний (2017—2019). Мер міста Аргун (2019—2020). Лейтенант поліції. Родич голови Чеченської Республіки Рамзана Кадирова.

## Життєпис
Народився 1991 року в Грозному. Є родичем по батьковій лінії глави Чечні Рамзана Кадирова, і за даними низки ЗМІ перебуває з ним у відносно близькій спорідненості. За даними сайту «Кавказ. Реалії», Хас-Магомед доводиться Рамзану двоюрідним братом, за даними ВВС — двоюрідним племінником. Сам глава республіки у соціальних мережах називає його молодшим братом. Батько Хас-Магомеда є власником та генеральним директором найбільшого в Чечні торгового центру «Беркат».
Хас-Магомед Кадиров швидко зробив кар'єру на державній службі. У 2012 році, коли йому виповнився 21 рік, він став помічником мера Грозного, у 2015 році був призначений помічником керівника адміністрації глави та уряду Чечні.
З 7 листопада 2017 року по 26 липня 2019 року Хас-Магомед Кадиров обіймав посаду начальника УМВС Росії по місту Грозний. На момент призначення Кадиров був лише молодшим лейтенантом поліції. Глава Чечні представив його як «енергійного та працелюбного керівника», який «на посадах, що займали раніше… зарекомендував себе тільки з кращого боку» (зокрема, за його словами, новий голова УМВС керував операцією з порятунку двох російських дітей у Сирії), як «працьовитого, енергійного дорогого брата».
У 2014 році Хас-Магомед Кадиров закінчив юридичний факультет Чеченського державного університету, у 2017 році вступив на заочне відділення факультету економіки того ж ЗВО.
З 4 вересня 2019 року по 13 липня 2020 року Хас-Магомед Кадиров працював на посаді мера міста Аргун (в. о. 26 липня — 3 вересня 2019).
З 14 липня по 8 листопада 2020 року — секретар Ради економічної та громадської безпеки Чеченської Республіки.
З 9 листопада 2020 по 1 березня 2021 — керівник Адміністрації Глави та Уряду Чеченської Республіки.
2 березня 2021 року за рекомендацією глави Чечні Хас-Магомед Кадиров був призначений тимчасово виконувачем обов'язків мера міста Грозний (формально його кандидатуру висунув Магомед Даудов). Уже 29 березня Кадиров був призначений мером без приставки т. в. о. Він взяв участь у праймеріз «Єдиної Росії» 2021 року, але зайняв лише шосте місце.

## Родина
Одружений, троє дітей.

## Нагороди
- Медаль «За заслуги перед Чеченською Республікою» (2018)
- Орден Кадирова (2019)
- Медаль «Пам'яті Ахмат-Хаджі Кадирова, першого Президента Чеченської Республіки» (2020)
- Пам'ятна медаль 15 років Парламенту Чеченської Республіки (2020)
- Лист подяки Глави Чеченської Республіки (2020)
- Медаль «За заслуги перед Донецькою Народною Республікою» ІІІ ступеня (Донецька Народна Республіка, 2022)[11]
- Медаль ордену «За заслуги перед Вітчизною» II ступеня (18 серпня 2023 р.) — за досягнуті трудові успіхи та багаторічну сумлінну роботу[12]